# Domangbeu
Domangbeu est une ville Nyabwa située dans l'ouest de la Côte d'Ivoire, près de Daloa dans la région du Haut-Sassandra, dont elle est une sous-préfecture.
Administrativement, Domangbeu était une commune jusqu'à la réforme de 1992 : la ville a, en effet, été une des 1126 communes du pays à être alors abolies.
En 2014, la population de la sous-préfecture de Domangbeu était de 9 530 habitants.

## Villages
Les 5 villages de la sous-préfecture de Domangbeu et leur population en 2014 sont les suivants :
- Bahibli (513) ;
- Didibobli (557) ;
- Domangbeu (3 390) ;
- Gbelibli (1 539) ;
- Litobli (3 531).